# Gガール 破壊的な彼女
『Gガール 破壊的な彼女』（原題: My Super Ex-Girlfriend）は、2006年のアメリカ映画。ドン・ペイン脚本、アイヴァン・ライトマン監督によるSF系お色気コメディ。

## ストーリー
地下鉄でジェニー・ジョンソンの財布を盗もうとした男を撃退したマシュー・サンダースは彼女の「ヒーロー」となり、ジェニーと付き合い始める。数回のデートの後、ジェニーはますます神経質で攻撃的な行動を取るようになり、より要求が厳しくなり、最終的には初めてのセックスでマットに怪我をさせ、彼のベッドを破壊してしまう。
その後、ジェニーは自分が官能的な金髪のスーパーヒロインGガールであることを彼に明かす。彼女は、10代の頃に落ちた隕石からの放射線に曝された後、飛行、超人的強さ、スピード、鋭敏な感覚、不死身、強力な呼気、そして熱視線の能力を得たのである。 彼女は自分の力を明らかにした後、より支配的になり、マットは圧倒される。
マットの美しい同僚であるハンナ・ルイスは、ハンサムだが軽薄な下着モデルと付き合っているにも拘わらず、マットにちょっかいを出してくる。2人の友情は更に深まり、ジェニーのエスカレートする嫉妬に嫌気が差したマットはジェニーとの関係を終わらせる。激怒したジェニーはマットに後悔させると決心する。彼女はその超能力を使って公の場で彼を困らせ、彼の車を宇宙に向かって投げ捨て、最終的には重要な会議中に彼を裸にして、彼は建築家としての職を失うことになった。
ベドラム教授の正体は、ジェニーの高校時代のボーイフレンド、バリー・ランバートである。2人は親密になるところであったが、隕石の落下により関係は終わる。バリーは、彼女がスーパーパワーを身に付けたことを知り、その後、新たな力を得た彼女が他の男たちと仲良くし始め、彼のことを無視するようになったことから惨めな気持ちになる。その結果、彼は「スーパーヴィラン」（注：スーパーヒーローの対極にいる強力な悪役）になるために勉学に励み、今やGガールの宿敵となっている。彼はマットに連絡を取り、彼女を倒すための協力を求める。マットはそれを拒否し、街を離れることを計画する。そうこうする内、ハンナから連絡が入る。彼女は浮気していた彼氏と別れており、2人はお互いに気持ちを告白し、一緒に寝る。
翌日、Gガールに変身したジェニーが2人がベッドにいるのを見つける。激怒し嫉妬した彼女は、ホオジロザメを2人の前に投げ込む。うんざりしたマットはベドラム教授に連絡を取る。教授の家で、マットはベドラムが秘かにジェニーのことを想い続けていることを示す部屋を偶然見てしまう。マットは、ベドラムがスーパーヴィランであることを止めるなら、ジェニーを倒すのを手伝うことに同意する。彼はジェニーを、彼女の力を奪い普通の女性に戻す効果のある別の隕石に曝されるように誘導する必要がある。マットは、縒りを戻したいという口実を使い、彼女を彼のアパートでのディナーに招待する。しかし、ハンナも彼のアパートに来てしまい、ジェニーがマットの膝の上に座っているのを見てしまう。2人の女性は格闘となり、ジェニーの正体がハンナに明らかになる。ベドラムの罠が起動し、ジェニーの力は隕石に吸収され、彼女は無力化されてしまう。
ベドラム教授が現れるが、悪役から引退するという約束を守るつもりはなく、スーパーパワーを自分のものにするつもりであることを明かす。彼とマットが格闘する間、ジェニーはスーパーパワーを取り戻そうと帯電した隕石のところまで這って行く。ジェニーが隕石を掴むと、ハンナが止めに入り、隕石は爆発する。爆発によりハンナとジェニーは共に建物の外に投げ出され、墜落死したと思われる。しかしその直後、スーパーパワーを取り戻したジェニーが現れ、更なる騒乱が懸念される。ハンナも現れ、隕石に曝された彼女も、Gガールのスーパーパワーを手に入れている。彼女はマットを救い、ハンナとジェニーの間の2度目の戦いは大乱闘となり、隣の建物の一部が破壊される。マットはファッションショーで、ベドラムがジェニーを愛していることをジェニーに告げ、彼が彼女の本当の愛であることを彼女に気づかせることで戦いを終わらせる。観客が歓声を上げる中、彼女は態度を軟化させ、嘗ての宿敵ベドラムを抱きしめる。
翌朝、マットとハンナはベドラム教授（現在は単に「バリー」となっている）とジェニーに会う。助けを求める叫び声が遠くから聞こえると、今や犯罪と戦う仲間同士となったジェニーとハンナは緊急事態に対処するために飛び立つ。マットとバリーはガールフレンドたちの財布と服を持ったまま残され、一緒にビールを飲むために移動する。

## キャスト
※括弧内は日本語吹き替え
- ジェニー・ジョンソン / Gガール - ユマ・サーマン（沢海陽子）

メガネの美女。
- マット・サンダース - ルーク・ウィルソン（松本保典）

設計会社に勤める男性。
- ハンナ・ルイス - アンナ・ファリス（桑島法子）

マットの同僚。
- ヴォーン・ヘイジ - レイン・ウィルソン（落合弘治）
- ベッドラム（バリー） - エディー・イザード（石住昭彦）

教授。
- カーラ - ワンダ・サイクス
- スティーヴ - マーク・コンスエロス

## その他・備考
- 劇中ルーク・ウィルソンは兄オーウェン・ウィルソンが出演している映画『ナイト ミュージアム』の中で喋る台詞と同じ台詞を話す場面がある。